# Laura Drasbæk
Laura Drasbæk, född 22 december 1974 i Nørrebro i Köpenhamn, är en dansk skådespelerska. Hon har medverkat i mer än trettio filmer sedan 1990. Hon debuterade i filmen Lad isbjørnene danse 1990. Hon tog examen från Skuespillerskolen vid Århus Teater 2001. 
Hon har dessutom skrivit barnböckerna Gersemi og de nordiske guder (2005) och Alma med dragehjerter (2006).

## Filmografi i urval
| År   | Titel                | Roll | Anteckningar |
| ---- | -------------------- | ---- | ------------ |
| 1990 | Lad isbjørnene danse |      |              |
| 1996 | Pusher               | Vic  |              |
| 2002 | Okay                 |      |              |
| 2005 | Mørke                | Nina |              |

| År        | Titel              | Roll                | Anteckningar |
| --------- | ------------------ | ------------------- | ------------ |
| 2002      | Mordkommissionen   |                     | Avsnitt 28   |
| 2009      | Lærkevej           | Katrine Holm        |              |
| 2020–2024 | Morden i Helsingör | Marianne Sommerdahl | Avsnitt 1–24 |